# 普雷沙克-纳瓦朗克斯
普雷沙克-纳瓦朗克斯（法語：Préchacq-Navarrenx，法語發音：[pʁeʃak navaʁɛ̃ks]）是法国大西洋比利牛斯省的一个市镇，属于奥洛龙-圣玛丽区。

## 地理
普雷沙克-纳瓦朗克斯（43°16'34"N, 0°43'2"W）面积5.1 平方千米，位于法国新阿基坦大区大西洋比利牛斯省，该省份为法国东南部省份，涵盖了贝阿恩与北巴斯克，西临大西洋比斯開灣，北至朗德省，东北接热尔省，东临上比利牛斯省，南与西班牙接壤。
与普雷沙克-纳瓦朗克斯接壤的市镇（或旧市镇、城区）包括：多尼昂、莱-拉米杜、吕克德贝阿恩、普雷沙克若斯拜、索塞德。

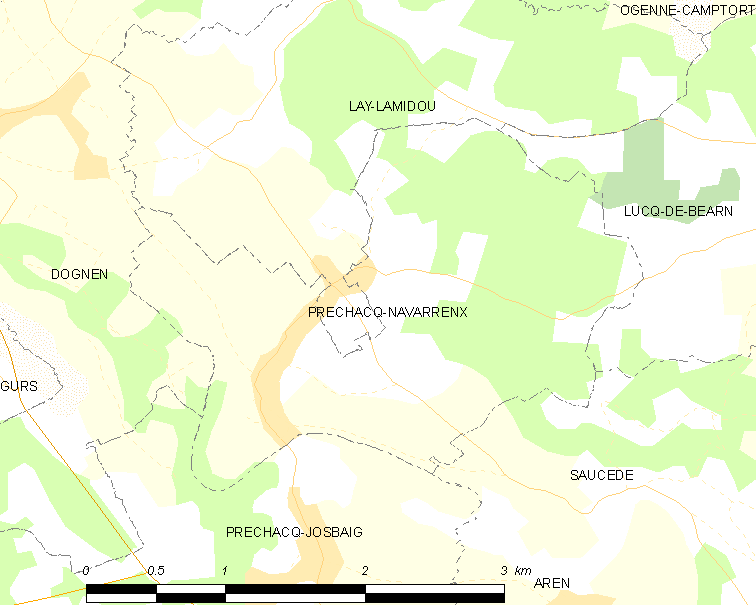
普雷沙克-纳瓦朗克斯的OSM定位图

普雷沙克-纳瓦朗克斯的时区为UTC+01:00、UTC+02:00（夏令时）。

## 行政
普雷沙克-纳瓦朗克斯的邮政编码为64190，INSEE市镇编码为64459。

## 政治
普雷沙克-纳瓦朗克斯所属的省级选区为贝阿恩中心县。

## 人口

1962-2008年间普雷沙克-纳瓦朗克斯人口变化图示

普雷沙克-纳瓦朗克斯于2022年1月1日时的人口数量为179人。